# Herb Nowego Brzeska
Herb Nowego Brzeska – jeden z symboli miasta Nowe Brzesko i gminy Nowe Brzesko w postaci herbu.

## Wygląd i symbolika
Herb przedstawia na błękitnej tarczy herbowej trzy srebrne lilie położone dwie nad jedną. Między górnymi liliami umieszczony jest topór o srebrnym ostrzu skierowanym heraldycznie w prawo i złotej rękojeści.
Trzy lilie odnoszą się do klasztoru norbertanów w Hebdowie, a topór do herbu Topór – godła dawnych wójtów (rodu Toporczyków). Pierwszy historycznie znany herb miasta zawierał tylko ten element.